# Queima de livros

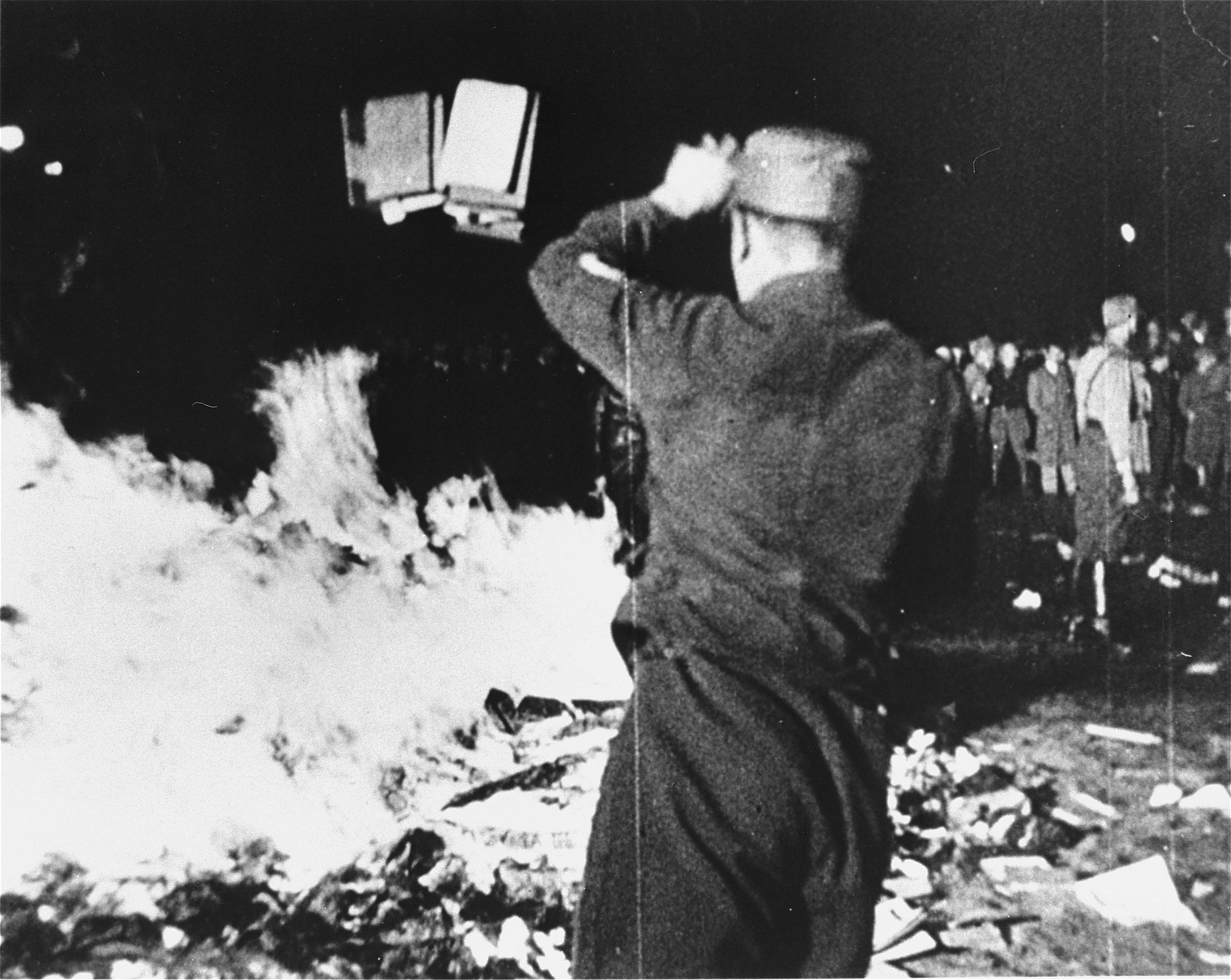
Queima de livros na praça Bebel, em Berlim, em 10 de maio de 1933

A queima de livros é o ato ritual, geralmente praticado num local público, de se queimar livros ou outras formas de registros escritos que destoem da ideologia social dominante, numa forma de censura. Em alguns casos, os livros queimados são insubstituíveis, constituindo-se numa severa perda para o patrimônio cultural da humanidade, como nos casos das destruições da biblioteca de Bagdá (1258), da queima de livros durante a dinastia Qin chinesa e da destruição de documentos efetuada pelo imperador asteca Itzcóatl.
Em outros casos, como a queima de livros na Alemanha Nazista, cópias dos livros destruídos ainda existem, mas a queima ainda permanece como símbolo de um regime opressivo que procurou silenciar e censurar um aspecto da cultura da nação. 
A queima de livros pode ser um ato de desprezo em relação ao autor ou ao conteúdo do livroː nesse caso, o ato visa a dar maior notoriedade a essa opinião. Como exemplos, podem ser citadas a queima de livros de Wilhelm Reich pela Administração de Alimento e Remédio dos Estados Unidos e a controvérsia da queima do Alcorão de 2010.
A queima de livros, em muitos casos, está relacionada à queima de objetos de arte em geral. 

## Na história

### No Reino de Judá
De acordo com o Tanach, no século VII a.C., o rei Joaquim de Judá queimou um trecho de um manuscrito que havia sido ditado pelo profeta Jeremias a Baruch ben Neriah.

### Na China
Na dinastia Qin, entre 213 e 206 a.C., livros que fossem contrários à ideologia legalista dominante foram queimados.

### No cristianismo
Depois do Primeiro Concílio de Niceia (325), o imperador romano Constantino publicou um édito contra o arianismo que incluía a queima sistemática de livrosː

Adicionalmente, se qualquer escrito redigido por Ário for encontrado, deve ser lançado ao fogo, de modo que a maldade de seus ensinamentos seja esquecida e que nada seja preservado dele. E anuncio, aqui, que, se qualquer pessoa possuir um escrito de Ário e não o lançar imediatamente ao fogo, será condenado à morte. Assim que ele for descoberto com a prova de seu crime, será submetido à pena capital.
De acordo com Elaine Pagelsː

Em 367, Atanásio de Alexandria, o zeloso bispo de Alexandria, enviou uma carta de páscoa na qual pedia que monges egípcios destruíssem tais escritos inaceitáveis, com exceção daqueles listados por ele de "aceitáveis" a "canônicos" - lista essa que constitui o atual Novo Testamento.
Cirilo de Alexandria queimou todos os livros de Nestório logo após 435.
De acordo com a crônica de Fredegário, Recaredo I, rei dos visigodos, que reinou entre 586 e 601 e que foi o primeiro rei católico da Espanha, após sua conversão ao catolicismo em 587, ordenou que todos os livros arianos fossem recolhidos e queimados, junto com as casas nas quais eles houvessem sido intencionalmente armazenados.

### Biblioteca de Alexandria
A biblioteca de Alexandria, a maior biblioteca do mundo antigo, que foi criada em 300 a.C. e que continha uma coleção de mais de 9 000 manuscritos, foi queimada em data ainda não plenamente esclarecida.

### Queima dos manuscritos judaicos em 1244
Em 1244, como consequência da disputa de Paris, edições do Talmude e de outros manuscritos judaicos que enchiam 24 carruagens foram queimadas nas ruas da cidade.

### Inquisição Espanhola
Em 1499, em Granada, a Inquisição espanhola queimou 5 000 manuscritos árabes.

### Queima dos manuscritos maias e astecas nos anos 1560
Durante a colonização da América e logo após a mesma, muitos manuscritos das populações ameríndias foram destruídos. Em particular, muitos manuscritos maias foram destruídos pelos conquistadores espanhóis durante a Conquista do Iucatã, no século XVI. A esse respeito, o bispo Diego de Landa escreveuː

Encontramos um grande número de livros com esses caracteres e, como eles não continham nada que não pudesse ser visto como superstição e mentiras do demônio, nós os queimamos todos, o que eles (os maias) lamentaram incrivelmente, e o que causou-lhes muita aflição.

### Queima de traduções da Bíblia de Lutero na Alemanha
Nos anos 1640, traduções da Bíblia feitas por Martinho Lutero foram queimadas em regiões católicas da Alemanha.

### Queima de livros protestantes na Áustria
Nos anos 1730, o arcebispo de Salzburgo supervisionou a queima de todos os livros protestantes que conseguiu encontrar.

### Queima da Biblioteca do Congresso dos Estados Unidos
A Biblioteca do Congresso foi fundada em 1800, 24 anos após os Estados Unidos se tornarem independentes da Inglaterra. Em 1813, 3 000 livros da biblioteca foram usados pelas forças inglesas para incendiar o Capitólio dos Estados Unidos durante a Batalha de Washington.

### Sociedade Novaiorquina para a Supressão do Vício
A Sociedade Novaiorquina para a Supressão do Vício, uma organização fundada em 1873 para combater a imoralidade, tinha, como símbolo, um desenho representando a queima de livros.

### Na União Soviética
Dos anos 1920 em diante, os da União Soviética queimaram um número indeterminado de obras literárias "decadentes" do ocidente.

### Na Alemanha Nazista
Em 1933, logo após a chegada ao poder de Adolf Hitler, foram realizadas queimas de livros considerados contrários à ideologia nazista dominante em praças de várias cidades alemãs.

### No Macartismo
Durante o macartismo da década de 1950, muitas bibliotecas dos Estados Unidos queimaram livros considerados comunistas.

### No Chile
Em 1973, durante a ditadura Pinochet no Chile, centenas de livros foram queimados numa forma de censura.

### No Sri Lanka
Em 1981, forças policiais e paramilitares do Sri Lanka incendiaram a biblioteca pública de Jaffna, que contava com 100 000 livros e raros documentos tâmeis, durante um pogrom contra a minoria tâmil.

### Na Bósnia
Durante a Guerra da Bósnia (1992-1995), as forças sérvias destruíram bibliotecas e outros locais de relevância cultural na Bósnia com o propósito de destruir a cultura muçulmana da Bósnia.

### Na Austrália
Em 2009, seguidores do culto "medicina universal" da cidade de Mullumbimby, em Nova Gales do Sul, na Austrália, queimaram seus livros de acupuntura, cinesiologia, homeopatia e outras medicinas alternativas numa pira.

### Na era digital
Atualmente, grande quantidade de documentos está registrada em formato digital. Isso faz com que a deleção desses registros seja considerada uma nova forma de queima de livros.

## Na religião
No siquismo, as edições muito velhas do livro sagrado Guru Granth Sahib são cremadas.

## Na arte
- Na parte II da peça teatral "Tamburlaine" (1587-1588), de Christopher Marlowe, o protagonista Tamburlaine queima um exemplar do Alcorão após conquistar a Ásia Menor e o Egito. Com isso, declara sua independência em relação às divindades, o que acaba ocasionando sua doença fatal e o fim da peça.
- No clássico da literatura espanhola Dom Quixote (1605), os amigos de dom Quixote queimam seus livros de cavalaria, por julgarem que eles seriam os responsáveis pela loucura de dom Quixote.
- Na sua peça "Almansor" (1821), Heinrich Heine escreveu, se referindo à queima do Alcorão pela inquisição espanholaː "Onde se queimam livros, no final estarão se queimando, também, seres humanos". Um século depois, os livros do autor seriam queimados pelos nazistas.[15]
- O conto "Holocausto da Terra" (Earth's Holocaust), que faz parte do livro "Musgos de uma mansão antiga" (Mosses from an old manse) (1846), de Nathaniel Hawthorne, fala sobre uma sociedade que queima tudo o que ela acha ofensivo, incluindo sua literatura.
- No livro Viagem ao Centro da Terra (1864), de Júlio Verne, o protagonista Axel sugere, ao professor Lindembrock, que eles façam uma pesquisa mais aprofundada sobre os textos de Arne Saknussemm antes de eles tentarem repetir sua aventura. O professor, então, lhe responde que essa pesquisa será impossível, pois Saknussemm se indispôs com os líderes de seu país e, como consequência, todos os seus livros foram queimados após sua morte.
- No livro Anne of Green Gables (1908), a cuidadora de Anne queima o livro de Anne que contém o poema The Lady of Shalott, como punição por Anne ler em vez de cumprir suas obrigações domésticas.
- No filme Der alte und der junge König ("O velho e o jovem rei") (1935), feito na Alemanha nazista, o rei Frederico Guilherme I da Prússia é visto jogando, ao fogo, os livros em francês adorados por seu filho (o futuro Frederico II da Prússia), bem como a flauta deste. O filme apresenta a queima como um ato necessário ao fortalecimento moral do príncipe.
- No livro 1984 (1949), de George Orwell, o "buraco da memória" é usado para queimar qualquer livro ou texto que seja inconveniente para o regime em vigor.
- O livro Fahrenheit 451 (1953), de Ray Bradbury, tem, como protagonista, Guy Montag, que tem, como ofício, queimar livros (451 graus Fahrenheit, o equivalente a 233 graus Celsius, é, segundo o autor, a temperatura em que o papel começa a queimar. Segundo os cientistas, tal temperatura pode variar entre 440 e 470 graus Fahrenheit.). Em 1956, o autor disse que o livro era um alerta sobre a possibilidade de se iniciar uma queima de livros durante o vigente macartismo. Em 2007, no entanto, o autor mudou de ideia, e disse que a crítica do livro era em relação à perda do interesse pela leitura entre a população motivada pela chegada da televisão.
- Nas novelas do detetive Pepe Carvalho, de Manuel Vázquez Montalbán (1939-2003), o protagonista queima, toda noite, um livro de sua imensa biblioteca, visando a exprimir seu desencanto diante da vida.
- Na conclusão de O Nome da Rosa (1980), de Umberto Eco, a biblioteca que é o cenário principal da história é totalmente queimada.
- No filme Footloose (1984), o reverendo Moore vê moradores da cidade queimando livros que eles julgam serem prejudiciais às crianças. Ele, então, ordena que os moradores parem, pois compreende que a lei contra música e dança na cidade havia ficado fora de controle.
- No jogo eletrônico Myst (1993), a única maneira de destruir a ligação para uma Era é destruir seu Livro Descritivo, geralmente queimando-o.
- O episódio The needs of Earth da série de televisão Crusade (1999) mostra um mundo que destruiu toda sua herança cultural (arte, música, literatura) e que persegue todas as pessoas que ainda possuam um resquício dessa herança.
- Em um episódio do mangá Fullmetal Alchemist (2001-2010), os homúnculos queimam uma seção de biblioteca para impedir que Edward obtenha informações sobre a pedra filosofal.
- O filme Equilibrium (2002) mostra uma sociedade distópica que eliminou todas as emoções e que queimou tudo que pudesse causar emoção.
- O livro The Dream of Scipio ("O sonho de Cipião") (2002), de Iain Pears, narra a história de três personagens envolvidos em queima de livros. O primeiro, Manlius Hippomanes, é um aristocrata galo-romano que vive no século V, na época do declínio do Império Romano. Ele prega o antissemitismo visando a aumentar o seu poder pessoal. Após sua morte, seus seguidores queimam sua biblioteca de obras clássicas greco-romanas, acreditando que, com isso, estão seguindo seus ensinamentos. O segundo personagem é Olivier de Noyen, um poeta que vive na corte papal de Avignon do século XIV. Ele assiste a seu pai queimar sua adorada cópia de uma obra de Cícero. Olivier, então, reescreve o livro apenas com o recurso de sua memória. A partir de então, ele se dedica a preservar as obras da Antiguidade. O terceiro personagem é Julien Barneuve, um intelectual que vive na época da Segunda Guerra Mundial. Após colaborar com o governo de Vichy, ele se arrepende e se queima em uma cabana, iniciando o fogo com a queima de um manuscrito seu que louva Hippomanes e condena Noyen.
- No filme O Dia depois de Amanhã (2004), a cidade de Nova Iorque é engolida por uma nova Idade do Gelo e os personagens procuram abrigo na Biblioteca Pública de Nova Iorque. Para se aquecer, o protagonista sugere queimar livros, o que escandaliza dois bibliotecários.
- No livro The Book Thief (2005), a protagonista Liesel assiste a uma cerimônia nazista de queima de livros. Ao perceber que um dos livros escapou à queima, ela o rouba e o leva para casa.
- No episódio Not All Dogs Go to Heaven (2009) da sitcom Family Guy, Meg leva Brian para uma igreja para queimar livros sobre ciência e evolução, por eles serem "daninhos segundo Deus". Entre os livros queimados, estão A Origem das Espécies, de Charles Darwin; Uma Breve História do Tempo, de Stephen Hawking; e um livro ficcional intitulado "Lógica para a primeira série".
- No filme O Livro de Eli (2010), o protagonista Eli diz, a uma jovem garota, que a humanidade foi devastada por uma guerra nuclear, e que os sobreviventes queimaram os livros religiosos por acharem que as religiões estiveram entre as principais causas da guerra.